# Isla Reedy
Isla Reedy (en inglés: Reedy Island) es una pequeña isla estadounidense en medio del canal del río Delaware cerca de su desembocadura en la bahía de Delaware, en el estado de Delaware. Se encuentra aproximadamente a 1 milla (1,6 kilómetros) al este de Port Penn, Delaware y a 5 millas (8 km) al suroeste de Salem, Nueva Jersey.
La isla fue el lugar donde se ubicó el faro conocido como «Reedy Island Range Front Light». El Range Rear por su parte, en el cercano Puente de Taylor, es un histórico faro establecido por primera vez en 1910. El Faro es operado por el servicio de guardacostas de Estados Unidos. Las cercanas instalaciones para el portero fueron destruidas por un incendio en 2002.